# Kimblesworth
Kimblesworth är en by i civil parish Kimblesworth and Plawsworth, i kommunen Durham i grevskapet Durham i England. Byn är belägen 5 km från Durham. Kimblesworth var en civil parish 1858–1986 när blev den en del av Kimblesworth & Plawsworth, Sacriston och Witton Gilbert. Civil parish hade 478 invånare år 1961.